# Irene von Chavanne

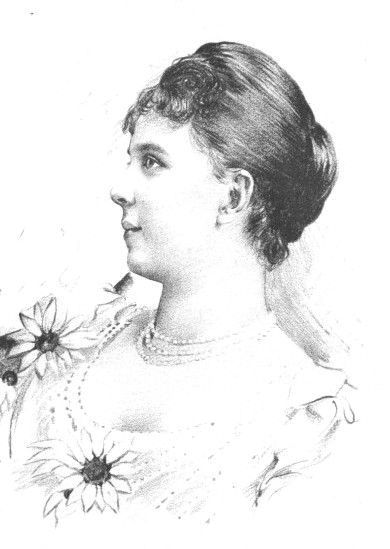
Irene von Chavanne (1890)

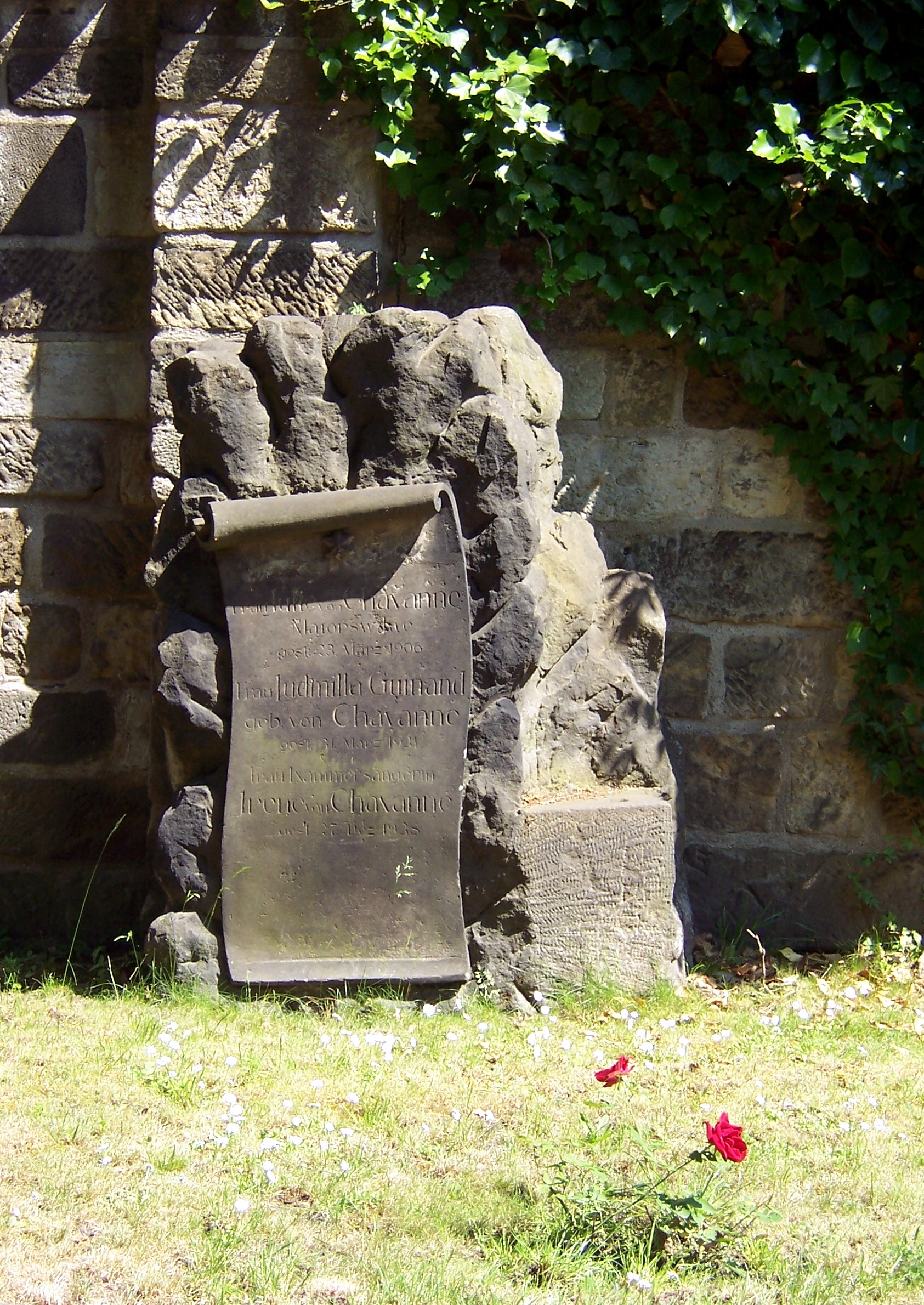
Grab von Irene von Chavanne

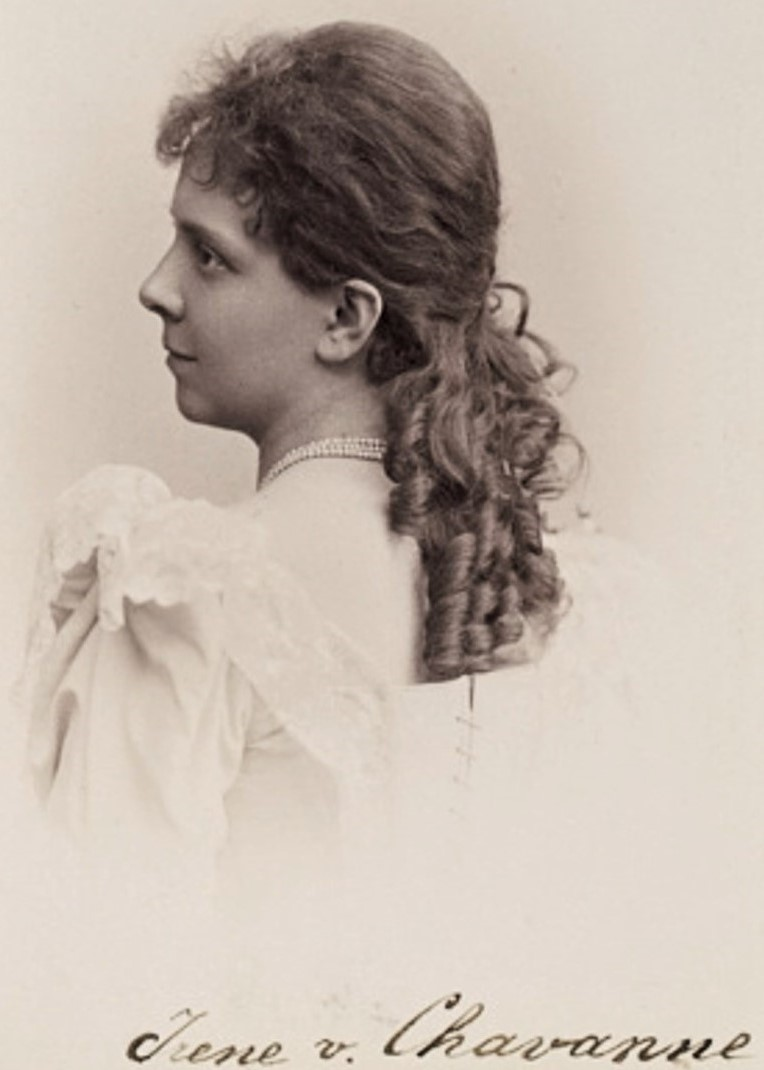

Irene von Chavanne (* 18. April 1863 in Graz; † 26. Dezember 1938 in Dresden) war eine österreichische Opernsängerin (Alt).

## Leben
Irene Edle von Chavanne, geboren als Tochter des k. k. Majors i. R. Joseph Ludwig Edler von Chavanne (* 6. Dezember 1806 in Olmütz/Olomouc; † 25. Oktober 1887 in Graz) aus dessen zweiter in Graz am 5. Juli 1862 geschlossenen Ehe mit Juliana Edlen von Krisch (* 20. Januar 1831 in Teschen; † 23. März 1903 in Dresden), sollte eigentlich Pianistin werden, doch ihr Klavierlehrer W. A. Rémy entdeckte ihre stimmliche Begabung und riet ihr zum Gesangsstudium.
Daraufhin erhielt sie ihre Ausbildung, finanziert durch Kaiserin Elisabeth von Österreich, am Konservatorium der Gesellschaft der Musikfreunde in Wien bei Johannes Ress. Anschließend studierte sie in Paris bei Désirée Artôt de Padilla und in Dresden bei Adeline de Paschalis Souvestre. Ihr Debüt hatte sie im April 1885 an der Königlichen Oper von Dresden, an der sie bis zu ihrem Karriereende 1915 sang. Außerdem wurde sie zum Ehrenmitglied der Oper ernannt. 1898 wurde ihr für ihre Leistungen vom Ministerium des königlichen Hauses Sachsen die bürgerliche goldene Medaille Bene merentibus verliehen.
Am 9. Dezember 1905 sang sie in der Uraufführung der Salome von Richard Strauss die Rolle der Herodias. Weitere Rollen waren unter anderem Adriano (Rienzi), Amneris (Aida), Fidès (Le prophète), Azucena (Il trovatore) und Dalila (Samson et Dalila).
Sie starb 1938 in Dresden. Ihr Grab befindet sich auf dem Alten Katholischen Friedhof.

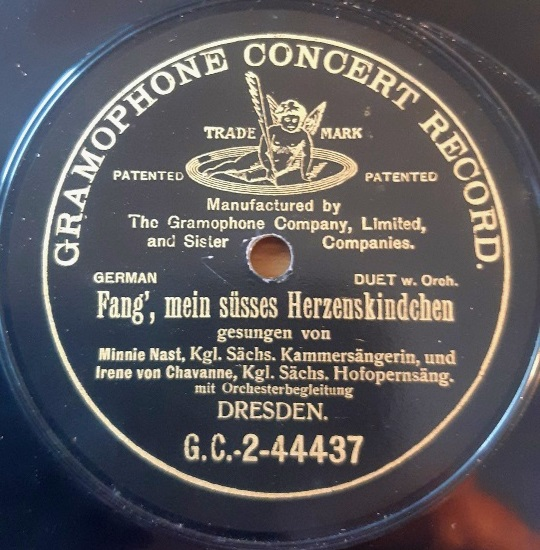
Schallplatte von Irene von Chavanne (Dresden 1908)

Irene von Chavanne hinterließ nur sehr wenige Platten auf Gramophone (Dresden 1908) und Parlophon (Berlin 1913), ausschließlich Ensembleszenen.